# Jennifer Niven
Jennifer Niven (Charlotte, North Carolina, 14 mei 1968) is een Amerikaanse schrijfster. Ze is vooral bekend van haar young adult-roman uit 2015, All the Bright Places (in het Nederlands vertaald als: Waar het licht is). Het boek won in 2016 de Nederlandse prijs Beste Boek voor Jongeren, in de categorie Vertaald, en tevens de Publieksprijs.

## Biografie
Niven groeide op in Richmond, Indiana. Naast het schrijven van romans werkte ze ook als scenarioschrijfster, journaliste en associate producer bij ABC Television.
Haar eerste twee boeken waren non-fictie werken: The Ice Master (gepubliceerd in 2000) en Ada Blackjack: A True Story of Survival in the Arctic (gepubliceerd in 2003). In 2010 verscheen haar memoires over haar middelbareschooltijd, getiteld The Aqua Net Diaries: Big Hair, Big Dreams, Small Town.
In 2009 begon ze aan een reeks historische romans. Het eerste deel, Velva Jean Learns to Drive, was gebaseerd op een korte film met dezelfde titel die ze zelf had gemaakt. Deze film won een Emmy Award en de Colin Higgins Award voor scenarioschrijven. De serie omvat verder Velva Jean Learns to Fly, Becoming Clementine en American Blonde.
Nivens eerste roman voor jongvolwassenen, All the Bright Places, verscheen in 2015. Het verhaal volgt twee tieners, Violet en Finch, die worstelen met psychische problemen. Het boek won dat jaar de Goodreads Choice Award voor Beste Young Adult Fictie en werd opgenomen op de longlist van The Guardian Children’s Fiction Prize. Het boek is door Netflix verfilmd, met in de hoofdrollen Elle Fanning, Justice Smith, Keegan-Michael Key, Alexandra Shipp en Luke Wilson. De opnames begonnen in oktober 2018 en de film werd uitgebracht op 28 februari 2020.
In 2016 bracht ze opnieuw een bestseller voor jongvolwassenen uit: Holding Up the Universe (in het Nederlands vertaald met als titel: Op mijn schouders). Haar derde young adult-roman, Breathless, verscheen in september 2020. Het boek werd in het Nederlands vertaald onder de titel Ademloos. 

### Boekencensuur VS
Haar boek Breathless is op verschillende scholen in Texas verboden.

### Young Adult
- All the Bright Places (2015), in het Nederlands vertaald: Waar het licht is
- Holding Up the Universe (2016), in het Nederlands vertaald: Op mijn schouders
- Breathless (2020),  in het Nederlands vertaald: Ademloos
- Take Me With You When You Go, met David Levithan (2021)
- When We Were Monsters (2025)

### Velva Jean serie
- Velva Jean Learns to Drive (2009)
- Velva Jean Learns to Fly (2011)
- Becoming Clementine (2012)
- American Blonde (2014)

### Non-fictie
- The Ice Master (2000)
- Ada Blackjack: A True Story of Survival in the Arctic (2003)
- The Aqua Net Diaries: Big Hair, Big Dreams, Small Town (2010)
- Ada Blackjack, survivante de l'Arctique, éditions Paulsen (2019)

- Bibsys: 3003519
- Bibliothèque nationale de France: cb13761582t (data)
- Gemeinsame Normdatei: 12207646X
- International Standard Name Identifier: 0000 0000 0119 9120
- Library of Congress Control Number: n00014915
- Nationale Bibliotheek van Letland: 000262955
- Nationale Bibliotheek van Tsjechië: xx0172884
- Nationale Bibliotheek van Israël: 987007437049005171
- Nederlandse Thesaurus van Auteursnamen: 212842803
- Système universitaire de documentation: 059845104
- Virtual International Authority File: 61728323
- WorldCat: E39PBJyX6gr3cYF37XffpYXGHC